# 1783 en santé et médecine
| Années de la santé et de la médecine : 1780 - 1781 - 1782 - 1783 - 1784 - 1785 - 1786    |
| Décennies de la santé et de la médecine : 1750 - 1760 - 1770 - 1780 - 1790 - 1800 - 1810 |

Cet article présente les faits marquants de l'année 1783 en santé et médecine.

## Événements
- L'Académie royale des sciences, belles-lettres et arts de Rouen couronne le mémoire de Jean-Paul Marat sur l'électricité médicale[1].

## Publication
- Edme-Pierre Chauvot de Beauchêne (1749-1824) : De L’Influence des affections de l’âme dans les maladies nerveuses des femmes[2].

## Naissances
- 8 juin : Benjamin Collins Brodie (mort en 1862) : 1er baronnet, physiologiste et chirurgien britannique[3],[4].
- 19 juin : Friedrich Wilhelm Adam Sertürner (mort en 1841), pharmacien allemand[5].
- 6 octobre : François Magendie (mort en 1855), médecin français[6].

## Décès
- 30 mars : William Hunter (né en 1718), anatomiste écossais[7].